# Paris Brunner
Paris Josua Brunner (Dortmund, 15 febbraio 2006) è un calciatore tedesco, attaccante del Monaco.

## Carriera

### Club
Brunner è cresciuto nel settore giovanile del Borussia Dortmund, dove è stato paragonato al connazionale Youssoufa Moukoko. Nel marzo del 2024 ha debuttato con la squadra riserve in terza divisione.
Il 16 agosto 2024 è stato acquistato a titolo definitivo dal Monaco, che lo ha contestualmente girato in prestito al Cercle Bruges, club della prima divisione belga; qui fa anche il suo esordio nelle competizioni UEFA per club, giocando 5 delle 6 partite in programma nella fase campionato della Conference League, conclusa dal club belga all'ottavo posto (quindi con qualificazione diretta agli ottavi di finale della competizione).

### Nazionale
Ha giocato con la nazionale tedesca Under-16, Under-17 ed Under-18.
Con l'Under-17 nel 2023 ha vinto sia gli Europei che i Mondiali di categoria.

## Statistiche

### Presenze e reti nei club
Statistiche aggiornate al 15 dicembre 2024.
| Stagione        | Squadra              | Campionato      | Campionato | Campionato | Coppe nazionali | Coppe nazionali | Coppe nazionali | Coppe continentali | Coppe continentali | Coppe continentali | Altre coppe | Altre coppe | Altre coppe | Totale | Totale | Totale |
| Stagione        | Squadra              | Comp            | Pres       | Reti       | Comp            | Pres            | Reti            | Comp               | Pres               | Reti               | Comp        | Pres        | Reti        | Pres   | Reti   |        |
| --------------- | -------------------- | --------------- | ---------- | ---------- | --------------- | --------------- | --------------- | ------------------ | ------------------ | ------------------ | ----------- | ----------- | ----------- | ------ | ------ | ------ |
| 2022-2023       | Borussia Dortmund II | 3L              | 2          | 0          | -               | -               | -               | -                  | -                  | -                  | -           | -           | -           | 2      | 0      |        |
| 2024-2025       | Cercle Bruges        | D1              | 7          | 0          | CB              | 1               | 0               | UEL+UCL            | 0+5                | 0                  | -           | -           | -           | 13     | 0      |        |
| Totale carriera | Totale carriera      | Totale carriera | 9          | 0          |                 | 1               | 0               |                    | 5                  | 0                  |             | -           | -           | 15     | 0      |        |

## Palmarès

### Nazionale
- Europeo Under-17: 1

Ungheria 2023
- Mondiale Under-17: 1

Indonesia 2023

### Individuale
- Capocannoniere dell’Europeo Under-17: 1

2023 (4 reti, alla pari con altri 3 giocatori)
- Miglior giocatore del Mondiale Under-17: 1

2023